# John Morris (Historiker)
John Robert Morris (* 8. Juni 1913; † 1. Juni 1977) war ein englischer Historiker. Er beschäftigte sich hauptsächlich mit der Spätantike und dem Frühmittelalter, vor allem mit der Prosopographie sowie der Geschichte Großbritanniens in dieser Zeit. Er gehörte zu den Wegbereitern der Sozialgeschichte in Großbritannien und war Gründungsherausgeber der wichtigen sozialhistorischen Fachzeitschrift Past & Present.

## Leben und Werk
Morris studierte von 1932 bis 1935 neuere Geschichte am Jesus College der Universität Oxford, unter anderen bei Goronwy Edwards. Im Zweiten Weltkrieg wurde er zur englischen Armee eingezogen und bekam danach zunächst ein Forschungsstipendium. Für ein Jahr war er am Warburg Institute in London angestellt, bis er 1949 Dozent für Alte Geschichte am University College London wurde, eine Stelle, die er bis zu seinem Tod 1977 behielt.
John Morris, überzeugter Sozialist, engagierte sich zeitlebens auch politisch. 1935 trat er bei den Unterhauswahlen als Kandidat der Labour Party an, wurde jedoch nicht ins Parlament gewählt. Zeitweise war er Sekretär des Parlamentsmitglieds George Strauss. Er war Gründungsmitglied des Committee of 100, das sich schon früh gegen Atomkraft und -waffen einsetzte. Auch auf lokaler Ebene war er politisch und gewerkschaftlich aktiv. Außerdem war er Mitglied der Communist Party Historians Group, einer Gruppe der Communist Party of Great Britain und engagierte sich am Institute for Workers’ Control.
Morris hatte 1949/1950, in der ersten Hochphase des Kalten Krieges, die Idee zu einer neuen, sozialgeschichtlich orientierten historischen Zeitschrift. Sein Vorschlag, die Zeitschrift ausschließlich marxistisch auszurichten und sie Bulletin of Marxist Historical Studies zu nennen, wurde zwar von den Kollegen, die er zur Mitarbeit einlud, verworfen und musste dem Konzept einer breiter ausgerichteten, innovativen Zeitschrift weichen. Trotzdem blieben seine Ideen und Konzepte, vor allem was die Allgemeinverständlichkeit der Aufsätze anging, bestimmend. Nach einigen Vorarbeiten konnte 1952 die erste Ausgabe von Past & Present erscheinen. Morris blieb bis 1960 deren Herausgeber und bis 1972 der Vorsitzende des Herausgebergremiums.
Gemeinsam mit Arnold Hugh Martin Jones und John Robert Martindale erarbeitete Morris in den 1960er und 1970er Jahren die Prosopography of the Later Roman Empire. Er arbeitete vor allem an den ersten beiden Bänden (erschienen 1971 und 1980) mit, zu seinen Aufgaben gehörte unter anderem die Sichtung der lateinischen Inschriften. Er konnte dabei seine Erfahrung aus der Mitarbeit an der Prosopographia Imperii Romani einbringen.
Des Weiteren beschäftigte sich Morris vor allem mit dem römischen und frühmittelalterlichen Britannien. Hierbei bemühte er sich etwa um die Bereitstellung zugänglicher Quellen: Er gab die Buchreihe Arthurian Period Sources heraus und regte eine neue, übersetzte Ausgabe des Domesday Book an, deren Erscheinen er organisierte. Besonders kontrovers diskutiert wurde seine Studie zur Artuszeit. Darin geht er von der Historizität des legendären Artus aus und schildert sein Herrschaftskonzept als Wiederherstellung der römischen Herrschaft in Britannien. Hierfür musste er von der Fachwelt viel Kritik einstecken. Postum erschien, leicht redigiert, 1982 seine Studie zum römischen London. Auch diese Studie enthält viele kontroverse Thesen, wurde jedoch positiver aufgenommen als diejenige zur Artuszeit.
Der Nachlass von John Morris befindet sich am University College London.

## Schriften
- The Age of Arthur. A History of the British Isles from 350 to 650. Weidenfeld & Nicholson, London 1973.
- Londinium. London in the Roman Empire. Durchgesehen von Sarah Macready. Weidenfeld & Nicolson, London 1982, ISBN 0-297-84145-9.